# Stephan Seiters
Stephan Seiters (* 23. Juli 1960 in Meppen) ist ein deutscher Jurist und seit 2009 Richter am Bundesgerichtshof (BGH), seit 2019 als Vorsitzender Richter.

## Werdegang
Seiters begann seine juristische Karriere 1989 mit dem Eintritt in den höheren Justizdienst des Landes Niedersachsen. In diesem Rahmen war er als Richter auf Probe am Amts- und Landgericht Stade, der dortigen Staatsanwaltschaft sowie am Amtsgericht Buxtehude beschäftigt, bevor er von 1991 bis 1995 an das Bundesverfassungsgericht als wissenschaftlicher Mitarbeiter abgeordnet wurde. Hierauf folgte 1997 seine Ernennung zum Richter am Oberlandesgericht Celle, dessen Präsidium er auch angehörte. 2009 schließlich wurde Seiters zum Richter am Bundesgerichtshof ernannt und dem III. Zivilsenat zugewiesen, der sich u. a. mit Staatshaftungsrecht und dem Recht der Dienstverträge befasst. Im Mai 2019 wurde ihm der Vorsitz im VI. Zivilsenat übertragen, der u. a. für das Recht der unerlaubten Handlungen zuständig ist.